# 白川あまね
白川 あまね（しらかわ あまね、1994年11月30日-)は、日本のAV女優。GIRFY所属。

## 略歴・人物
2017年5月にAVデビュー。
趣味は映画鑑賞。

## 出演作品

### アダルトDVD
2017年
- エロ過ぎる唇の接吻中毒OLがキスまみれ濃厚性交AVデビュー 変態File.001 白川あまね（5月19日、プレステージ）
- SOD女子社員 夏の新制服は下乳5cm以上 下尻5cm以上見える5cmクールビズ! しかしお取引先を興奮させてしまい…♥（6月1日、SODクリエイト）※「松本和月」名義　共演:越智仁美、鈴木真夏、川合美緒、堀内綾乃
- SOD女子社員 女子社員からも人気の体育会元気女子×初めての男優面接×メガチ○ポで休日失禁!? =お披露目決定! 制作部 入社1年目 AP松本和月 戸惑いながらも業務を全うしようとする姿が“グッときた女子社員”のみをお届け File:2（6月1日、SODクリエイト）※「松本和月」名義
- 「お願い!1回だけやらせて!!」 エッチな事で頭がいっぱいで何をやっても手に付かないのは「あの子のせいだ!!」そんな僕を見かねた友達が「アイツとSEXしてやってくれ!」と土下座でお願い!?最初は困った感じの彼女が意外にも… 2（6月2日、DOC）他出演:宮沢ちはる、夏乃ひまわり
- 修学旅行のJKナンパ! Vol.02 〜Welcome to TOKYO 旅の恥は掻き捨て〜（6月2日、DOC）共演:西条ひまり　他出演:夏乃ひまわり、石原ルリカ、愛瀬美希、松井レナ、星野柚季、大原すず、不二まこ、稲垣かほ、北川レイラ
- JK限定競泳水着で固定電マ! イキ我慢できれば即賞金!（8月4日、DOC）※「あや」名義　他出演:みか、みずき、こずえ、あさみ、まり、ちか、れん、あみ
- 処女卒業!も収録! 全て新作撮りおろし! 爆烈31名5作品! 2枚組8時間スペシャァァァル 超(恥)赤面祭り2017（8月10日、SODクリエイト）※「松本和月」名義　他出演:林明音、藤田芹奈、安明日美、三浦志帆、羽生夏実、瀬戸絢美、桜庭洋子、雨宮静香、米崎凪、石巻早百合、森下はるか、葉田泉美、熊本藍、永島瑞貴、中山有紀菜、赤松空、内藤ミーア、箕輪文乃、広田美音、三國咲子、川俣陽菜子、半田伊織、小原真希、石井れみ、松丸梓、宮前志紀、柳瀬蛍、野町唄子、井出司、新谷一葉
- 17周年記念SP 寝ている女子校生の妹にイタズラしていたら逆に生ハメを求められて、もう発射しそうなのにカニばさみでロックされて逃げられずそのまま中出し! 兄妹近親相姦ver（8月10日、アイエナジー）他出演:明海こう、斉藤りこ、前園ゆり、武藤つぐみ、あやね遥菜、紅林琴音 ほか
- 17周年記念SP 近親相姦 ラップ1枚隔ててお兄さんと妹さんで素股体験してみませんか? 本編撮りおろし10人収録（8月10日、アイエナジー）※「あまね」名義　他出演:める、さくら、めぐみ、れな、ほなみ、みさき、つぐみ、ここ、りこ
- 田舎のお嬢様学校の女子校生をさらってレ○プ、射精直前に「お前より可愛い娘を今すぐ電話で呼ばないと中出しするぞ」と脅して友達を連れてこさせてその娘もレ○プ、そして結局全員にナマ中出し! 50人FINAL（8月10日、サディスティックヴィレッジ）※「ミユウ」名義　他出演:ミミ、アオイ、セイラ、ユリア　※撮り下ろし5人+総集編45人
- ED治療で8人のナースが施術 AV研究会のJK9人が実践 3人の女ADが小遣い稼ぎにロケで学んだ技を披露 極上のフェラチオ完全撮り下ろし 合計20名! 2枚組6時間（8月10日、サディスティックヴィレッジ）共演:咲坂花恋、月野ゆりあ、矢澤美々、清本玲奈、新垣智江、藍原あおい、佐野あい、涼海みさ　他出演:渋谷ありす、苑田あゆり、高城アミナ、栄川乃亜、高木千里、雛森みこ、前田可奈子、斉藤みゆ、三波麻友、小野寺梨紗、三崎寛奈
- 東京・池袋 カップル盗撮!? ラブラブカップルさん「おウチついていってもいいですか?」 ついでに彼女にナイショでこっそりSEX覗かせてください。（8月13日、MARX）※「白川カオリ」名義　他出演:三井サヤカ、河西くるみ
- ゲス不倫盗撮 浮気相手の自宅で初めての媚薬SEX盗撮 （8月20日、スターパラダイス）
- どこまでヤレる!? 個室浴衣エステのお嬢さん（8月20日、スターパラダイス）他出演:さくらみゆき、逢沢るる、里美まゆ
- ブルマ女子校生ずぼずぼディルドオナニー（8月25日、デジタルアーク）他出演:鈴ノ木桜、白石雪愛、横山凛、藤にいな
- 萌えあがる募集若妻たち 4時間 素人妻5人同時面接Debut（9月1日、プレステージ）※「しらかわ」名義　共演:あさぎ、ながい、ふたば、ささき　※AV OPEN 2017 素人部門エントリー作品
- 関東圏某ベッドタウン○○市 △△町内会公民館 欲求不満な美人妻たちの昼下がりエロ婦人会ビデオ（9月13日、カルマ）共演:優希絵理奈、石原ルリカ ほか
- 人妻妄想 ミニスカはみ尻パンチラ奥さんの誘惑ヒップライン（9月13日、カルマ）他出演:優希絵理奈、桜乃ゆいな、いろはめる、桃宮もも、石原ルリカ ほか
- ドキュメンTV×PRESTIGE PREMIUM 家まで送ってイイですか? 10（9月15日、プレステージ）※「ひとみ」名義　他出演:ゆりえ、ちさと、ゆうこ
- 顔バレ無理だよ! マスクしたままフェラバイト （9月20日、スターパラダイス）他出演：仁美まどか、早川瑞希、塚田詩織、さくらみゆき ほか
- 男性モデルの勃起チ○ポを見て（10月20日、スターパラダイス）他出演:さくらみゆき、絢葉由貴、咲良しほ